# Xã Vernon, Quận Jackson, Indiana
Xã Vernon (tiếng Anh: Vernon Township) là một xã thuộc quận Jackson, tiểu bang Indiana, Hoa Kỳ. Năm 2010, dân số của xã này là 3.419 người.